# Tupolev Tu-22
Ne doit pas être confondu avec Tupolev Tu-22M.
Le Tu-22 (code OTAN : Blinder) est le premier bombardier supersonique à entrer en production en Union soviétique. Fabriqué par Tupolev, le Tu-22 entre en service dans l'armée soviétique dans les années 1960. Les derniers exemplaires en service sont abandonnés dans les années 1990. Produit en relativement petit nombre, l’appareil est une déception, n’ayant pas la portée intercontinentale escomptée. Plus tard, les Tu-22 sont utilisés comme plates-formes de lancement du missile soviétique Kh-22 et comme avion de reconnaissance. Les Tu-22 sont vendus à d'autres pays, dont la Libye et l'Irak. Le Tu-22 est l'un des rares bombardiers soviétiques à avoir combattu ; les Tu-22 libyens ont été utilisés contre la Tanzanie et le Tchad et les Tu-22 irakiens pendant la guerre Iran-Irak.

## Conception
Le Tupolev Tu-22 était destiné à remplacer les bombardiers Tu-16. C'est le premier bombardier soviétique supersonique.

## Caractéristiques
Toutes les versions du Tu-22 se caractérisent par :
- la position des deux réacteurs montés dans des nacelles installées côte à côte au-dessus du fuselage, ce qui permet de libérer de l'espace et d'augmenter la capacité d'emport.
- leurs ailes en flèche.
- leur faible autonomie (3 100 km) compensée par la possibilité d'emport de grands missiles air-sol.

## Production
313 appareils furent construits.

## Accidents
Le Tu-22 s'est révélé être un avion très dangereux pour ses équipages. Cela lui valut, dans les forces aériennes soviétiques, des surnoms aussi peu valorisants que « mangeur d'hommes » ou « faiseur de veuves ».
Le Tu-22 n'avait qu'un pilote, caractéristique rarissime pour un avion aussi gros et destiné à des vols aussi longs. Comme il s'agissait d'un avion éprouvant à piloter, beaucoup d'accidents s'expliquent par l'état de fatigue du pilote.
L'avion avait une vitesse d'approche très élevée, ce qui rendait l'atterrissage d'autant plus difficile.

## Engagements

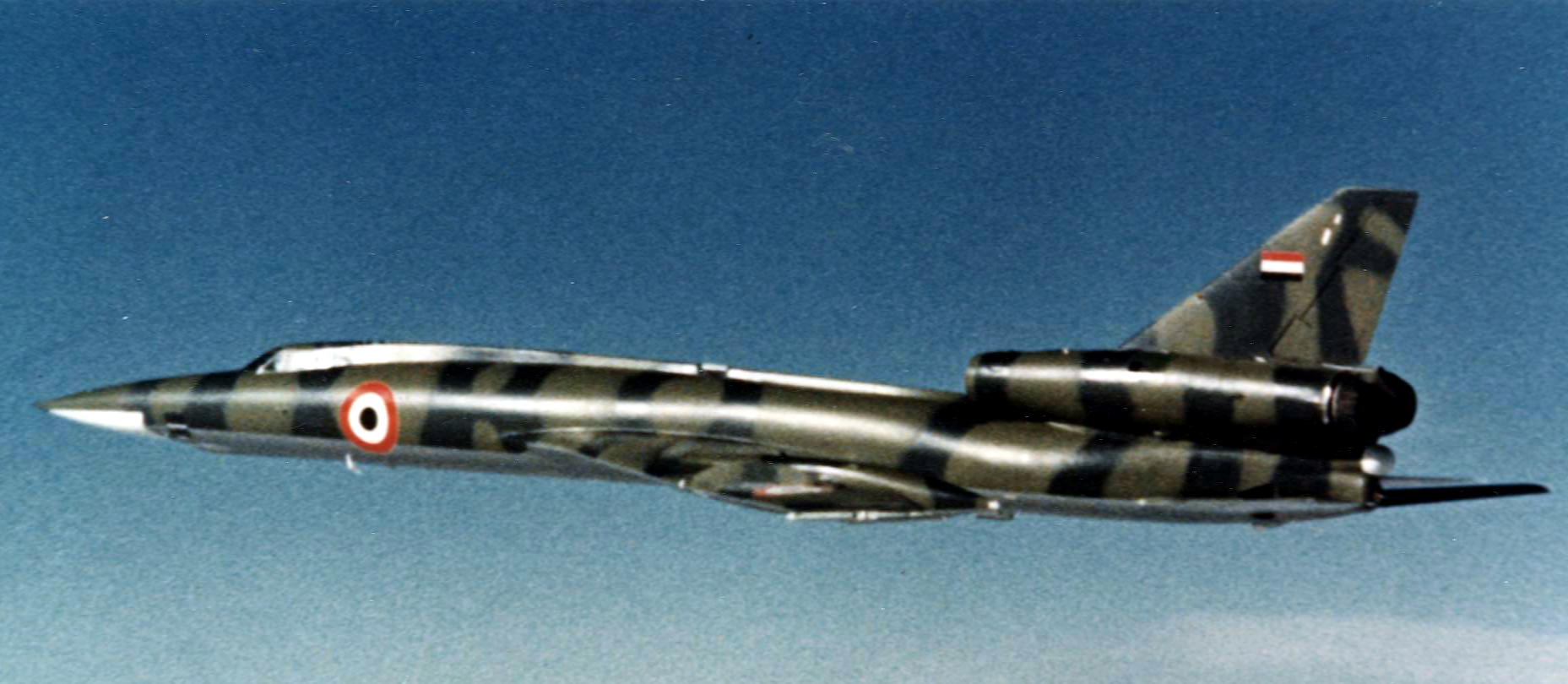
Un Tu-22 libyen en 1977.

Les premières opérations de combat d'un Tu-22 eurent lieu en janvier 1974 lorsque les forces armées irakiennes bombardèrent le Kurdistan irakien avec, entre autres, ces bombardiers pilotés par des militaires de l'armée de l'air soviétique et frappèrent un camp kurde insurgé près de Qalat Dizah. Cette mission a également vu le premier usage de la FAB-9000, une bombe de neuf tonnes qui avait des effets significatifs sur le matériel et les hommes - sur ces derniers à la fois physiquement et psychologiquement. Ces missions durèrent jusqu'en 1975.
Lors de la guerre ougando-tanzanienne, un bombardier libyen largua 20 bombes sur la ville tanzanienne de Mwanza le 1er avril 1979 tout en manquant complètement sa cible. Les Tu-22 libyens sont ensuite engagés dans le conflit tchado-libyen.
Les Tu-22 furent utilisés par l'Irak lors de la guerre Iran-Irak.
Le 7 septembre 1987, un Tu-22 libyen a été abattu par un missile Hawk de l'armée de terre française alors qu'il s'apprêtait à bombarder N'Djaména,.

## Variantes
- Tu-105 dénomination de la version d'essai au sein du bureau d'études Tupolev
- Tu-22K version de bombardement (bombes et missiles)
- Tu-22R version de reconnaissance
- Tu-22U version d'entraînement
- Tu-22P version de guerre électronique avec une nacelle de brouilleurs actifs à la place de la tourelle de queue

### Développement lié
- Tupolev Tu-22M
- Tupolev Tu-98

### Aéronefs comparables
- A-5 Vigilante
- B-58 Hustler
- Mirage IV
- TSR-2